# Ань Цзяо, Анна
Анна Ань Цзяо (кит. 婦安焦 安納, 1874, Аньпин — 11 июля 1900, Шэньчжоу) — святая Римско-католической церкви, мученица.

## Биография
Во второй половине XIX века в Китае были сильные антихристианские настроения. Они достигли своего пика в 1899—1901 годах. во время ихэтуаньского восстания, когда в Китае началось массовое преследование христиан.
11 июля 1900 года Анна Ань Цзяо была арестована повстанцами вместе со своими родственницами Марией Ань Линхуа, Анной Ань Синь и Марией Ань Го. Повстанцы потребовали от них отказаться от христианства. Арестованные женщины остались верны своей веры и были выведены за пределы деревни и убиты.

## Прославление
Анна Ань Синь была беатифицирована 17 апреля 1955 года римским папой Пием XII и канонизирована 1 октября 2000 года римским папой Иоанном Павлом II вместе с группой 120 китайских мучеников.
День памяти в Католической церкви — 9 июля.

## Источник
- George G. Christian OP, Augustine Zhao Rong and Companions, Martyrs of China, 2005, стр. 73  (англ.)